# Совет по делам Индий

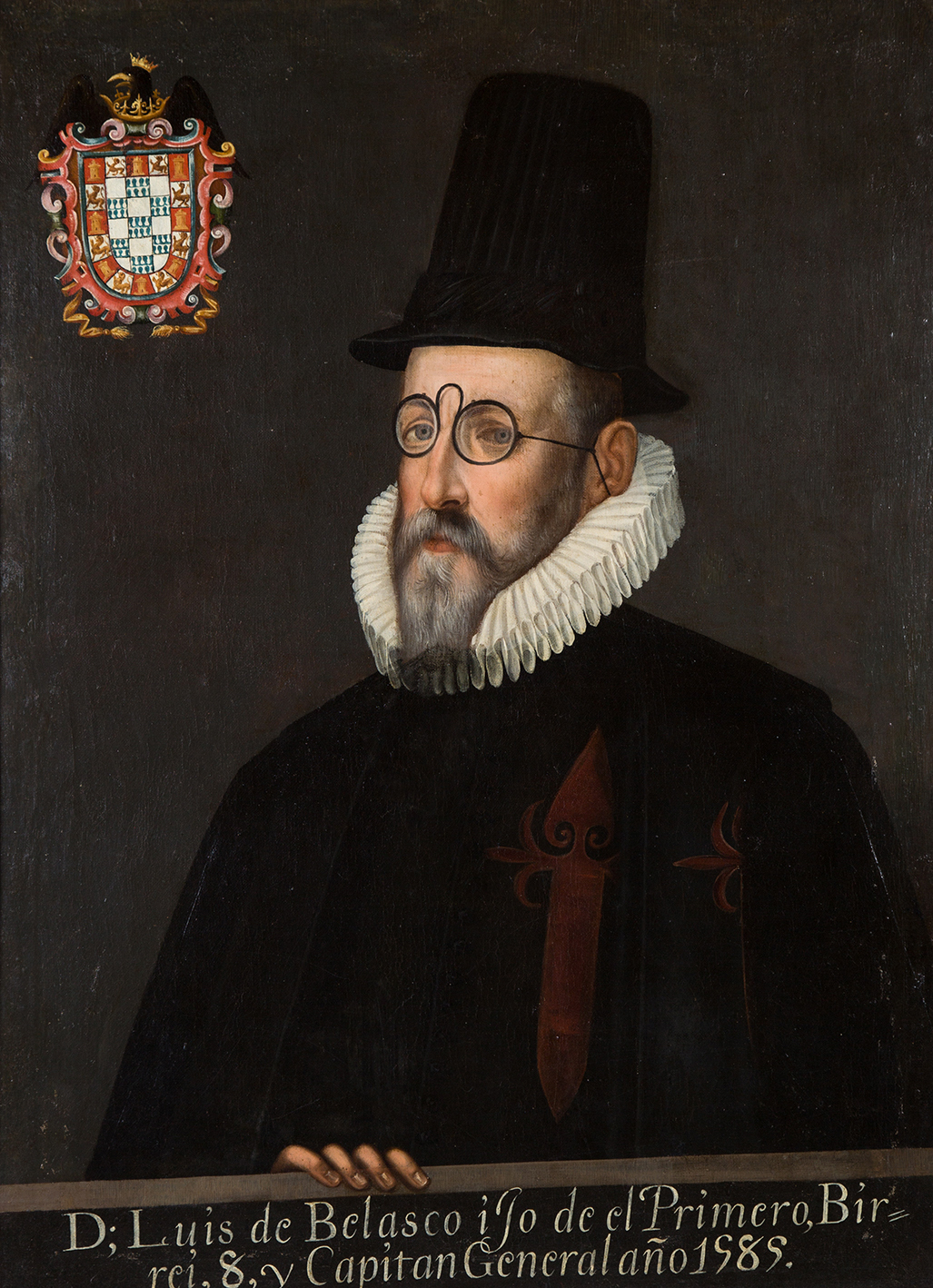
Луис де Веласко (глава совета в 1611—1617)

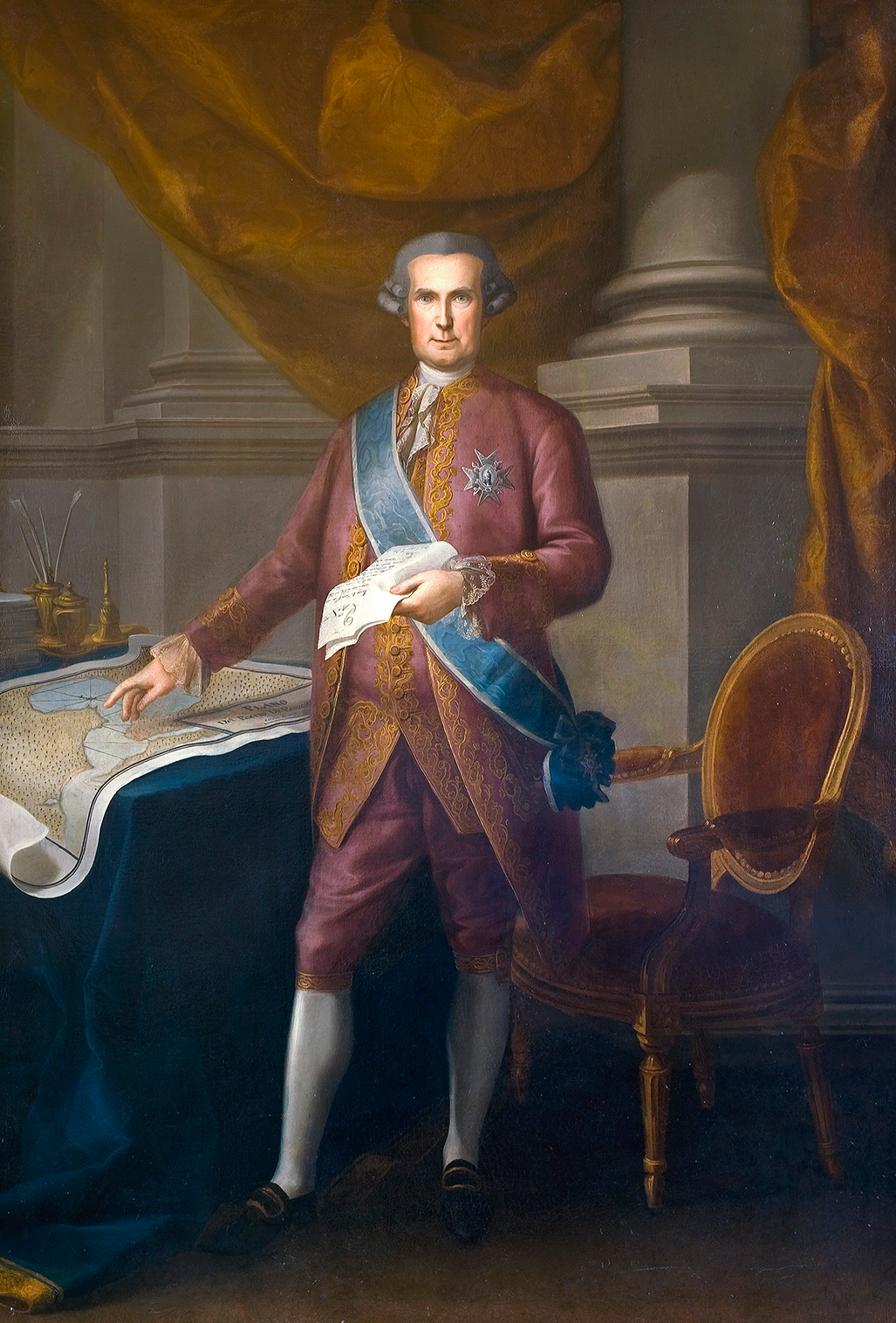
Хосе Гальвес (глава совета в 1775—1787)

Совет по делам Индий (исп. Consejo de Indias, «Королевский совет и военный комитет по делам Индий») (исп. Real y Supremo Consejo de Indias) — испанское государственное учреждение, в XVI—XIX вв. обладавшее исполнительной, законодательной и судебной властью в американских и филиппинских колониях.
Уже первооткрыватель Америки для испанцев Христофор Колумб часто вызывал недовольство как двора, так и населения. С расширением владений возникла необходимость в новом органе, созданном по образцу Совета Кастилии. После смерти Колумба был создан «комитет Индий» (исп. Junta de Indias), в 1524 г. переименованный в совет. Первым главой комитета был епископ Хуан Родригес де Фонсека, а совета — епископ Хуан Гарсиа Лоайса.
В XVII веке совет достиг своего расцвета, в 1680 г. был принят кодекс «законов об Индиях», регулировавший все сферы жизни колоний. В этот период совет планировал и предлагал королю варианты развития торговли и отношений с коренными народами, создавал новые вице-королевства и губернии, выдвигал кандидатов на должности колониальных администраторов, регулировал поток направлявшихся в Америку пассажиров, утверждал отправку в колонии книг, разрабатывал стратегии военных действий и т. д. Кроме того, он был и высшей судебной инстанцией.
В органе, помимо председателя, были канцлер, казначей, два секретаря, писарь, картограф, счетоводы и др. Обычно члены были богословами, юристами или учёными. Они утверждались королём, который еженедельно принимал от совета донесения.
В XVIII веке полномочия совета начали сокращаться. В 1714 г. возник секретариат по морским и индийским делам, в 1764 — секретариат по управлению Индиями. В XIX веке совет был упразднён Кадисскими кортесами (1809), восстановлен Фердинандом VII (1810) и окончательно упразднён в 1834, после распада колониальной империи.
Главное наследие совета — Архив Индий, являющийся важнейшим собранием материалов по истории Латинской Америки.